# A magyar labdarúgó-válogatott mérkőzései 1950-ben
A magyar labdarúgó-válogatottnak 1950-ben hat találkozója volt, egyetlen vereség mellett négy győzelem (5–0, 5–2, 4–3 és Albánia ellen 12–0) volt a mérleg. Puskás Ferenc tizenkét, Szilágyi Gyula a Vasas csatára hét gólt lőtt az év során a válogatott meccseken.
Szövetségi kapitány:
- Sebes Gusztáv

## Eredmények
| 275. mérkőzés 1950. április 30. | Magyarország                               | 5 – 0             | Csehszlovákia | Megyeri út, Budapest Nézőszám: 47 000 Játékvezető: Ştefan Alexandriu (ROM) |
| 275. mérkőzés 1950. április 30. | Puskás 38' 85' Kocsis 58' 70' Szilágyi 65' | (1 – 0) Részletek |               | Megyeri út, Budapest Nézőszám: 47 000 Játékvezető: Ştefan Alexandriu (ROM) |

| 276. mérkőzés 1950. május 14. | Ausztria                                                        | 5 – 3             | Magyarország                                  | Práter-stadion, Bécs Nézőszám: 65 000 Játékvezető: Gunnar Dahlner (SWE) |
| 276. mérkőzés 1950. május 14. | Dienst 8' Decker 19' (11-esből) 68' Aurednik 47' Melchior I 73' | (2 – 2) Részletek | Kocsis 17' Puskás 25' (11-esből) Szilágyi 53' | Práter-stadion, Bécs Nézőszám: 65 000 Játékvezető: Gunnar Dahlner (SWE) |

| 277. mérkőzés 1950. június 4. | Lengyelország             | 2 – 5             | Magyarország                                  | Varsó Nézőszám: 60 000 Játékvezető: Ştefan Alexandriu (ROM) |
| 277. mérkőzés 1950. június 4. | Mordarski 24' Cieslik 80' | (1 – 2) Részletek | Puskás 9' (11-esből) 55' Szilágyi 38' 48' 53' | Varsó Nézőszám: 60 000 Játékvezető: Ştefan Alexandriu (ROM) |

| 278. mérkőzés 1950. szeptember 24. | Magyarország                                                                   | 12 – 0            | Albánia | Megyeri út, Budapest Nézőszám: 38 000 Játékvezető: Josef Nemčovský (TCH) |
| 278. mérkőzés 1950. szeptember 24. | Puskás 18' 36' 81' 82' Budai II 33' 52' 60' 65' Palotás 39' 50' Kocsis 42' 53' | (5 – 0) Részletek |         | Megyeri út, Budapest Nézőszám: 38 000 Játékvezető: Josef Nemčovský (TCH) |

| 279. mérkőzés 1950. október 29. | Magyarország                    | 4 – 3             | Ausztria                      | Megyeri út, Budapest Nézőszám: 45 000 Játékvezető: Arthur Blythe (ENG) |
| 279. mérkőzés 1950. október 29. | Puskás 10' 13' 90' Szilágyi 67' | (2 – 1) Részletek | Wagner 27' 53' Melchior I 85' | Megyeri út, Budapest Nézőszám: 45 000 Játékvezető: Arthur Blythe (ENG) |

| 280. mérkőzés 1950. november 12. | Bulgária    | 1 – 1             | Magyarország | Narodna Armija-stadion, Szófia Nézőszám: 35 000 Játékvezető: Jaroslav Vlček (TCH) |
| 280. mérkőzés 1950. november 12. | Dimitrov 2' | (1 – 1) Részletek | Szilágyi 4'  | Narodna Armija-stadion, Szófia Nézőszám: 35 000 Játékvezető: Jaroslav Vlček (TCH) |